# 四川雪宝顶国家级自然保护区
四川雪宝顶国家级自然保护区位于中国四川省平武县北部, 包括泗耳、虎牙、土城和大桥4个乡镇。属岷山山系的东坡, 以保护大熊猫、川金丝猴、四川羚牛、珙桐等动植物及其栖息地为主的野生生物类型自然保护区。总面积636.15平方公里，最高海拔雪宝顶5,400米, 最低海拔1,600米。